# Henri Sévérin Béland
Pour l’article homonyme, voir Béland.
Henri Sévérin Béland (11 octobre 1869-22 avril 1935) est un médecin et homme politique fédéral, provincial et municipal du Québec.

## Biographie
Né à Louiseville en Mauricie, M. Béland étudia la médecine à l'Université Laval. Après avoir pratiqué dans le New Hampshire, il revint ensuite à Saint-Joseph-de-Beauce. Durant la Première Guerre mondiale, il fut médecin en Belgique avant d'être capturé par les Allemands et fait prisonnier de guerre pendant trois ans. De son incarcération, il écrivit le livre Mille et un jours en prison à Berlin paru en 1919.
Il entama ses premiers pas en politique en devenant maire de Saint-Joseph-de-Beauce de 1897 à 1899. Élu député du Parti libéral du Québec dans la circonscription provinciale de Beauce en 1897, il sera réélu par acclamation en 1900. Il démissionna en 1902 pour se présenter sur la scène fédérale.
Élu député du Parti libéral du Canada dans la circonscription fédérale de Beauce lors d'une élection partielle déclenchée après la nomination au Sénat de Joseph Godbout en 1902, il fut réélu en 1904, 1908, 1911, 1917, 1921 et en 1922. En 1911, il fut défait par David Ovide L'Espérance dans Montmagny, mais avait également été réélu dans Beauce. Il servit comme ministre des Postes en 1911 dans le cabinet de Wilfrid Laurier et ministre du Rétablissement des soldats à la vie civile et ministre administrant le ministère de la Santé de 1921 à 1926 dans le cabinet de William Lyon Mackenzie King. Il démissionne de son poste de député en 1925 pour accepter le poste de sénateur de Lauzon, poste qu'il occupe jusqu'à sa mort en 1935.

## Hommage
La rue Henri-Béland a été nommée en son honneur a Montréal en 1965.